# Крушевска българска община
Крушевската българска община е гражданско-църковно сдружение на българите екзархисти в град Крушево. Нейно задължение е поддръжката на българските училища, читалище и църкви, както и заплатите на учителите в града.

## История
През 60-те години на XIX век в града започва борбата на българите за самостоятелна църква и образование на български. През 1863 година управителят на гръцките училища Иван Шумков открива първото българско училище, в което учител е Никола Ролев. Същата година в градската църква на българите е позволено да се водят литургии на църковнославянски. През 1868 година се открива българската църква „Успение на Пресвета Богородица“ и същевременно е създадена Крушевската българска община. Училището е официално признато от турските власти и през учебната 1868/1869 година в него двама учители преподават на 50 ученици. През 1869 година става формално разделение на патриаршисти и българи екзархисти, а през 1872 година Крушевско минава под ведомството на екзархийския митрополит в Охрид заедно с архимандрит Софроний, който 40 години служи в града. Но църквите остават в ръцете на власите гъркомани и българите са принудени да построят параклис. Начело на общината в 1884 година е поп Кръстю. Впоследствие се открива и българско девическо училище, което функционира наред с гръцките училища.
През 1893/1894 година българското училище има един клас, с петима учители и 153 ученици. През 1902/1903 година в Крушево има трикласно смесено училище и две основни училища, общо с девет учители и 484 ученици. В селата Горно Дивяци и Пуста река има по основно училище, с по един учител и общо 40 ученици. Към 1911/1912 година в областта към вече съществуващите училища са отворени такива в Долно Дивяци, Арильово, Селце, Острилци и Зашле. В града общо са записани 156 ученици, а в селата 147 ученици. Директор на училищата е Яким Деребанов от Струга. Екзархията изплаща 37720 гроша за градските училища и 4250 гроша за заплати.
След Младотурската революция в 1909 година българските жителите на Крушево изпращат телеграма до Отоманския парламент, с която искат отварянето на черквата „Свети Петър и Света Троица“:
| „ | Черквата „Свети Петър и Света Троица“, построена… с помощта на подведомственото на Екзархията население на гр. Крушово и околията и за построяването, на която е добито нужното позволително пак от българите и на името на българския епископ… от 15 години насам стои затворена и е на срутване… Ето защо умоляваме най-горещо от името на всичкото българско население за отварянето на черквата и предаването ѝ в наши ръце като законни собственици. Митрополийски наместник в Крушово: свещ. Лев, членове: свещ. Богдан Никола Йосифов, Гл. Димитров, Ставре Секулов, Мито Кръстов. | “ |

При строежа на сградата на българското училище в Крушево в 1910 година, Комисията по строителството е в състав: председател: Лев Г. Попов, архиерейски наместник на българската община, касиер Матей Нешков, членове: протойерей Наум Мешков, Павле Костов, Тома Николов, Марко Нелов и Кръсте.
Към май 1912 година председател на общината е протойерей Наум Мешков.
Общината е закрита между 1912 и 1913 година от новите сръбски власти.